# Maurice Petherick
Pour les articles homonymes, voir Petherick.
Maurice Petherick (5 octobre 1894-4 août 1985)  est un homme politique du Parti conservateur britannique qui est député pour Penryn &amp; Falmouth de 1931 à 1945, et Secrétaire financier au ministère de la Guerre, brièvement, en 1945.

## Biographie
Il est né le 5 octobre 1894, fils de George Tallack Petherick (né en 1860) et d'Edith Petherick, sa femme . Il fait ses études au Marlborough College et au Trinity College de Cambridge.
Pendant la Première Guerre mondiale, il est sous-lieutenant dans le Royal Devon Yeomanry en 1914 mais quitte l'armée en 1915. Il sert au Foreign Office, de 1916 à 17 et est officier au Royal Scots Greys, en 1917 et sert en France en 1918. En octobre 1939, il est reconduit comme capitaine et promu major temporaire.
Il se présente à Penryn &amp; Falmouth en 1929, en tant que conservateur, et est élu député de cette circonscription aux élections générales de 1931 , et 1935 
Il est l'un des députés qui, en 1945, s'oppose à l'accord de Yalta, en raison du traitement réservé à la Pologne . Il est Secrétaire financier au ministère de la Guerre du 26 mai 1945 au 4 août 1945, dans le «gouvernement intérimaire».
Aux élections générales de 1945, il est battu par la candidate travailliste, Evelyn King.
Entre 1953 et 1971, il est administrateur de la Prudential Assurance Co. Ltd. Il est haut shérif de Cornouailles en 1957. Il écrit deux romans et une biographie collective de "coquins".
Il est décédé le 4 août 1985. À sa mort, sa résidence est Porthpean House, Lower Porthpean, St Austell. Le jardin qu'il y développa est toujours célèbre.

## Publications
- 1932: Capitaine Culverin . Londres: Ernest Benn (roman)
- 1943: Victoire: un roman . Londres: Macmillan
- 1951: Restoration Rogues ; avec des plaques, y compris des portraits. Londres: Hollis & Carter (Sur Thomas Blood, William Bedloe, Ralph Montagu, Thomas Dangerfield, Edward Fitzharris [7] et Barbara Villiers)